# Exochus ubus
Exochus ubus là một loài tò vò trong họ Ichneumonidae.